# Стереотипи о Афроамериканцима
Стереотипи о Афроамериканцима су погрешна уверења о култури људи са делимичним или потпуним пореклом из било које црначке расне групе Африке чији су преци боравили у Сједињеним Државама пре 1865. године. Ови стереотипи су у великој мери повезани са расизмом и дискриминацијом са којима се суочавају Афроамериканци. Ова веровања датирају још из времена ропства црнаца током колонијалне ере и еволуирала су унутар америчког друштва током времена.
Прво значајно приказивање стереотипа о Афроамериканцима било је у форми минстрел представа. Минстрел представе су доживеле процват почетком деветнаестог века; то су биле позоришне представе у којима су бели глумци наступали у блекфејсу и носили поцепану одећу како би представили Афроамериканце у циљу пародирања и исмевања црначких заједница. Током историје, постали су популарни и други стереотипи како би се афроамеричке заједнице додатно дехуманизовале. Неки стереотипи из деветнаестог века, као што је Самбо, данас се сматрају погрдним и расистичким. Стереотипи „Мандинго” и „Језавеља” приказују Афроамериканце као хиперсексуалне, доприносећи њиховој сексуализацији. Архетип Мами приказује мајчинску црнкињу која је посвећена свом послу у белој породици, што је стереотип који датира из времена јужњачких плантажа. Друштво је такође приказивало Афроамериканце као особе са необичним апетитом за пржену пилетину, лубеницу и пића од грожђа.
Осамдесетих година 20. века, као и у наредним деценијама, нови стереотипи о црнцима приказивали су их као криминалце и друштвене дегенерике, посебно као дилере дроге, зависнике од крека, бескућнике и пљачкаше у метроима. Џеси Џексон, истакнути активиста за грађанска права, признао је како медији приказују црнце као мање интелигентне, мање патриотске и насилније. Кроз различите медијске платформе, стереотипи су постали претерани, као што је Магични црнац, типски лик који се приказује као неко са посебним увидом или моћима, и који је приказиван (и критикован) у америчкој кинематографији. Међутим, у новијој историји, црнци се стереотипно приказују као неодговорни очеви и опасни криминалци. У Америци је чест стереотип да су Афроамериканци хиперсексуални, атлетски грађени, нецивилизовани, необразовани и насилни. Ове опште и уобичајене теме у Америци довеле су до тога да се млади Афроамериканци етикетирају као „гангстери” или „играчи”, који углавном живе у „крају”.
Већина стереотипа о црнкињама укључује приказе који их представљају као краљице социјалне помоћи или као бесне црнкиње које су гласне, агресивне, захтевне и безобразне. Други приказују црнкиње као особе мајчинске, брижне природе, због архетипа Мами.
Лењост, покорност, заосталост, похотљивост, издајство и непоштење су стереотипи који су се историјски приписивали Афроамериканцима.
У Сједињеним Државама, белина се повезује са добротом, моралношћу, интелигенцијом и привлачношћу, док се црнина стереотипно сматра супротношћу ових особина.

## Историјски стереотипи
Минстрел представе постале су популаран облик позоришта током деветнаестог века, које су приказивале Афроамериканце на стереотипне и често погрдне начине. Неки од најчешћих стереотипа били су да су они неуки, лењи, лакрдијаши, сујеверни, радосни и музикални. Један од најпопуларнијих стилова минстрелсија био је блекфејс, где су бели извођачи користили спаљени плут, а касније и масну боју, или наносили крему за ципеле на кожу како би је поцрнели, преувеличавали усне, и често носили вунене перике, рукавице, фракове или рите како би дали подсмешљив, расно предрасудан позоришни приказ Афроамериканаца. Овај наступ је допринео увођењу расних увреда за Афроамериканце, укључујући „darky” и „coon”. Блекфејс извођачи често су приказивали црнце као лење, неуке, сујеверне, са високим сексуалним нагоном, кукавице и као лопове склоне крађи.
Најпознатији типски лик је Џим Кроу, међу неколико других, који се појављује у безбројним причама, минстрел представама и раним филмовима са расно предрасудим приказима и порукама о Афроамериканцима.
Црнкиње и црнци су били стереотипно приказивани као похотљиви, а њихова тела су била сексуализована током ере ропства. Афроамерички мушкарци су стереотипно приказивани као похотљива, сексуална чудовишта која су често вребала и жудела за белим женама. Овај стереотип је оправдавао линчовање црнаца.

### Џим Кроу
Лик Џим Кроу био је одевен у рите, са изношеним шеширом и поцепаним ципелама. Глумац је носио блекфејс и имитирао веома окретног и дрско духовитог црног пољског радника. Популарна песма овог лика била је „Окрени се, заврти се, и уради баш тако. И сваки пут кад се окренем, скочим Џим Кроу.”

### Самбо, Голивог и пиканини
Лик Самбо био је стереотип о црнцима који су сматрани веома срећним, обично насмејаним, лењим, неодговорним или безбрижним. Стереотип Самбо стекао је славу кроз дечју књигу из 1898. године, Прича о малом црном Самбу ауторке Хелен Банерман. Прича је говорила о дечаку по имену Самбо који је надмудрио групу гладних тигрова. Овај приказ црнаца био је истакнут у филмовима с почетка 20. века. Оригинални текст сугерисао је да је Самбо живео у Индији, али та чињеница је можда промакла многим читаоцима.
Фигура Голивога, са црном кожом, очима обрубљеним белим, пренаглашеним црвеним уснама, коврџавом косом, високим белим оковратником, лептир-машном и шареном јакном и панталонама, заснована је на традицији блекфејс минстрел представа. Лик је био веома популаран у другим западним нацијама и остао је такав дубоко у двадесетом веку. Изведени епитет „wog” у Комонвелт енглеском чешће се примењује на људе из супсахарске Африке и индијског потконтинента него на Афроамериканце, али „Голи лутке” које се и даље производе углавном задржавају изглед стереотипног блекфејс минстрела.
Термин пиканини, резервисан за децу, има слично проширен образац употребе у популарном америчком позоришту и медијима. Настао је од шпанског израза „pequeño niño” и португалског израза „pequenino” да би се описало мало дете уопште, али се посебно примењивао на афроамеричку децу у Сједињеним Државама, а касније и на аустралијску абориџинску децу.

#### Црначка деца као мамац за алигаторе
Варијанта стереотипа пиканини приказивала је црначку децу како се користе као мамац за лов на алигаторе. Иако су се расуте референце на наводну праксу појављивале у новинама с почетка 20. века, не постоје веродостојни докази да је стереотип одражавао стварну историјску праксу.

### Мами
Архетип Мами описује афроамеричке робиње у домаћинству које су служиле као дадиље, пружајући мајчинску негу белој деци породице, и које су добијале необичан степен поверења и наклоности од својих поробљивача. Рани записи о архетипу Мами потичу из мемоара и дневника који су се појавили након Америчког грађанског рата, идеализујући улогу доминантне кућне робиње: жене потпуно посвећене белој породици, посебно деци, којој је дата потпуна одговорност за управљање домаћинством. Била је пријатељица и саветница.
Архетип Мами, утемељен током ере Џима Кроуа, брендирао је афроамеричке жене као верне и лојалне белцима, што се може приписати њиховој улози поробљених неговатељица током ропства. Штавише, архетип је званично развијен када су бели јужњаци покушавали да створе лажну нарацију показујући заговорницима против ропства да бели мушкарци и црнкиње имају добар однос. Међутим, они занемарују да помену ментално, физичко и сексуално злостављање које су афроамеричке жене доживљавале током ропства.
Архетип Мами се такође одржава кроз медије, што узрокује да системски обесправљене црне девојке верују да њихов идентитет није прихватљив ако није користан друштву. Исто тако, у медијима овај стереотип приказује афроамеричке жене као раздрагане особе које желе да буду оптерећене задацима које им задају њихови бели пријатељи/породица. Ипак, то појачава генерацијско уверење да афроамеричке жене преферирају да буду зависне и брижне према белим породицама, уместо да препознају слободу у независности.

### Мандинго
Мандинго је стереотип о сексуално незаситом црнцу, који су измислили бели робовласници како би промовисали идеју да црнци нису цивилизовани, већ „животињски” по природи. Наводна инхерентна физичка снага, окретност и способности за размножавање црнаца хваљени су од стране белих поробљивача и аукционара како би промовисали робове које су продавали. Од тада, стереотип Мандинго се користио за друштвено и правно оправдавање претварања случајева међурасних афера између црнаца и белих жена у приче о неконтролисаној и углавном једностраној пожуди (са било које стране). Овај стереотип се такође понекад мешао са стереотипом „црне звери” или „црног мужјака” (black buck), сликајући слику „неукротивог” црнца са похлепним, насилним сексуалним нагонима и са великим пенисом.
Термин 'Мандинго' је искривљена реч за народ Мандинка из западне Африке, који данас насељава Мали, Гвинеју и Гамбију. Једна од најранијих употреба датира из 20. века, са објављивањем Мандинга, историјске еротике из 1957. године. Роман је био део веће серије која је, у графичким и еротским детаљима, представљала различите случајеве међурасне пожуде, промискуитета, нимфоманије и других сексуалних чинова на фиктивној плантажи за узгој робова. У комбинацији са филмом Рађање једне нације (1915), бели амерички медији формирали су стереотип о црнцу као неукротивој звери која има за циљ да изврши насиље и освету над белцем кроз сексуалну доминацију над белом женом.

### Сафир
Стереотип Сафир дефинише црнкиње као свадљиве, надмене и емаскулирајуће у својим односима са мушкарцима, посебно црнцима. Обично се приказује као контролишућа и зановетајућа, а њена улога је често да понижава и омаловажава црнца због његових мана. Овај приказ вербално и физички насилне жене за црнкиње противи се уобичајеним нормама традиционалне женствености, које захтевају да жене буду покорне и не претеће. Током ере ропства, бели робовласници су надувавали слику поробљене црнкиње која диже глас на своје мушке колеге, што је често било неопходно у свакодневном раду. Ово је коришћено да се гласна и „нецивилизована” црнкиња супротстави белој жени, која се сматрала угледнијом, тишом и морално исправнијом. Популаризација стереотипа Сафир датира од успешне радио емисије Ејмос и Енди из 1928–1960, коју су писали и гласове давали бели глумци. Црни женски лик Сафир Стивенс била је супруга Џорџа „Кингфиша” Стивенса, црнца приказаног као лењог и неуког. Ове особине су често биле окидач за Сафирин екстремни бес и насиље. Сафир је била позиционирана као претерано конфронтациона и емаскулирајућа према свом мужу, а популарност емисије претворила је њен лик у типску карикатуру и стереотип.

#### Културни утицај и критика
Овај стереотип се такође развио у троп 'бесне црнкиње', који уопштено приказује америчке црнкиње као безобразне, гласне, злобне, тврдоглаве и надмене у свим ситуацијама, не само у својим везама. Ово утиче на то како се црнкиње перципирају на радним местима, у школама и медијима.
Ови прикази имају негативне друштвене и психолошке утицаје. Они појачавају идеју да су црнкиње ирационалне, неприступачне, што доводи до тога да се сматрају недостојним за лидерске улоге. Поред тога, студија из 2018. објављена у часопису Journal of Applied Psychology открила је да је поновљено излагање стереотипу бесне црнкиње довело до повећаног нивоа стреса и социјалне изолације међу црнкињама, јер су осећале притисак да промене своје понашање како би биле перципиране као професионалне или неагресивне.

### Језавеља
Језавеља је стереотип о хиперсексуалној, заводљивој и сексуално похлепној црнкињи. Њена вредност у друштву или релативним медијима заснива се готово искључиво на њеној сексуалности и њеном телу.
Корени стереотипа Језавеља појавили су се током ере покретног ропства у Сједињеним Државама. Бели робовласници су вршили контролу над сексуалношћу и плодношћу поробљених црнкиња, јер је њихова вредност на аукцијском блоку била одређена њиховом способношћу рађања, тј. њиховом способношћу да произведу више робова. Сексуална објектификација црнкиња редефинисала је њихова тела као „места дивље, необуздане сексуалности”, незасито жељних да се упусте у сексуалну активност и затрудне. У стварности, поробљене црнкиње су биле сведене на нешто више од стоке за расплод, често присиљаване и сексуално нападане од стране белих мушкараца.

#### Културни утицај и критика
Након ослобођења, сексуализација црнкиња остала је раширена у западном друштву. Савремене Језавеље су свеприсутне у популарној музичкој култури; црнкиње се чешће појављују у музичким спотовима са провокативном одећом и хиперсексуалним понашањем у поређењу са другим расама, нарочито белим женама. Стереотип Језавеља такође је допринео пристрасности адултификације и сексуализацији црних адолесценткиња.

### Трагична мулаткиња
Стереотип који је био популаран у раном Холивуду, „трагична мулаткиња”, служио је као опомињућа прича за црнце. Обично је приказивана као сексуално привлачна жена светле пути, афричког порекла, али која је могла да прође као белкиња. Стереотип је приказивао жене светле пути као опседнуте напредовањем, а њихов крајњи циљ био је брак са белим мушкарцем из средње класе. Једини пут ка искупљењу био би да прихвати своју „црнину”.

### Чича Тома
Стереотип Чича Тома представља црнца који је простодушан и покоран, али највише заинтересован за добробит белаца уместо других црнаца. Потиче од насловног лика романа Чича Томина колиба, и синоним је за црне мушке робове који су свом белом господару пријављивали активности других црних робова, често називани „кућни црнац”, посебно у вези са планираним бекствима. То је мушка верзија сличног стереотипа тетка Џемајма, чији се лик први пут појавио 1880-их година.

### Црна звер, црни мужјак
Црне звери или црни мужјаци су стереотипи за црнце, који се генерално приказују као веома склони насилном и нељудском понашању. Приказани су као одвратни, застрашујући предатори који циљају беспомоћне жртве, посебно беле жене. У пост-реконструкцијском периоду у Сједињеним Државама, „црни мужјак” (black buck) је био расна увреда за црнце који су одбијали да се повинују закону белих власти и сматрани су непоправљиво насилним, безобразним и похотљивим.

### Кун (Coon)
Стереотип coon приказивао је црнце као лење, непоштене, непромишљене, неинтелигентне, сујеверне, детињасте, лоповске, који избегавају рад и одговорност и склони су крађи.

### У уметности
Од колонијалне ере до Америчке револуције, идеје о Афроамериканцима су се различито користиле у пропаганди, било за или против ропства. Слике попут Вотсон и ајкула (1778) Џона Синглтона Коплија и Слобода приказује уметности и науке (1792) Самјуела Џенингса су рани примери дебате која се у то време водила о улози црнаца у Америци. Вотсон представља историјски догађај, док је Слобода показатељ аболиционистичких осећања изражених у интелектуалној заједници Филаделфије након револуције. Ипак, Џенингсова слика представља Афроамериканце у стереотипној улози пасивних, покорних корисника не само укидања ропства већ и знања, које им је слобода милостиво подарила.
Као још једна стереотипна карикатура „коју су изводили белци прерушени у боју за лице, минстрелси су црнце свели на оштро дефинисане дехуманизујуће улоге.” Са успехом Т. Д. Рајса и Данијела Емета, створена је етикета „црнци као лакрдијаши”. Једна од најранијих верзија „црнца као лакрдијаша” може се видети у слици Квилтинг весеље Џона Луиса Кримела. Виолиниста на слици из 1813. године, са својом поцепаном и закрпљеном одећом, уз боцу која му вири из џепа капута, изгледа као рани модел за Рајсов лик Џима Кроуа. Кримелов приказ „[о]рцано одевеног” виолинисте и служавке са „зубатим осмехом” и „превеликим црвеним уснама” означава га као „...једног од првих америчких уметника који је користио физиономске дисторзије као основни елемент у приказивању Афроамериканаца.”

## Савремени стереотипи

### Зависници од крека и дилери дроге
Научници се слажу да су медијски стереотипи о обојеним људима распрострањени. Афроамериканци су се чешће појављивали као починиоци у вестима о дрогама и насилним злочинима на националним телевизијама.
Осамдесетих и деведесетих година 20. века, стереотипи о црнцима су се променили, а примарне и уобичајене слике биле су слике дилера дроге, жртава крека, ниже класе и сиромашних, бескућника и пљачкаша у метроу. Слично томе, Даглас (1995), који је анализирао О. Џ. Симпсона, Луиса Фаракана и Марш милион људи, открио је да су медији стављали афроамеричке мушкарце на спектар добра против зла.

### Лубеница и пржена пилетина
Постоје уобичајени стереотипи да Афроамериканци имају неуобичајен апетит за лубенице и да воле пржену пилетину. Професорка за расу и фолклор Клер Шмит приписује ово друго како његовој популарности у јужњачкој кухињи, тако и сцени из филма Рађање једне нације у којој се бучни Афроамериканац види како једе пржену пилетину у законодавној сали.

### Краљица социјалне помоћи
Стереотип краљице социјалне помоћи приказује афроамеричку жену која вара јавни систем социјалне помоћи да би се издржавала, а корени овог стереотипа леже и у раси и у роду. Овај стереотип негативно приказује црнкиње као сплеткарошице и лење, игноришући стварне економске тешкоће са којима се црнкиње, посебно мајке, несразмерно суочавају. Термин „краљица социјалне помоћи” први пут је уведен крајем 20. века, а посебно га је популаризовала конзервативна политичка реторика током председничке кампање Роналда Регана 1976. године. Иако је фраза сугерисала превару и злоупотребу система социјалне помоћи, несразмерно је циљала и оцрњивала црнкиње, упркос доказима да су примаоци државне помоћи били расно разнолики.
Стереотип приказује црнкиње које живе луксузно док искоришћавају програме јавне помоћи. Ова слика је постала моћно политичко средство коришћено за оправдавање смањења социјалне помоћи и подстицање јавног незадовољства према примаоцима социјалне помоћи.
Овај стереотип је стекао популарност кроз медије и политички говор, комбинујући расне и родне предрасуде како би се црнкиње приказале као хиперплодне, неодговорне и као финансијски терет за систем. Иако утемељен на дезинформацијама, овај мит је опстао и еволуирао, проналазећи нови живот у савременој ријалити телевизији и играним драмама.

#### Културни утицај и критика
Приказивање црнкиња као краљица социјалне помоћи наставља да има озбиљне културне последице. Такви прикази утичу на јавно мњење, појачавају институционални расизам и стигматизују сиромаштво. Наратив се поклапа са друштвеним претпоставкама које црнце уоквирују као зависне и незаслужне.
Штавише, у студији Универзитета у Мичигену из 2012. године, ови прикази стварају баријере за емпатију и промену политике. Краљица социјалне помоћи није само стереотип, то је политичко средство које подстиче дискриминаторне праксе и оправдава укидање социјалних програма.

### Магични црнац
Магични црнац (или мистични црнац) је типски лик који се појављује у различитим фикцијским делима и користи посебан увид или моћи да помогне белом протагонисти. Магични црнац је подтип општијег нуминозног црнца, термина који је сковао Ричард Брукхајзер у Нешнал ривјуу. Овај други термин се односи на неспретне приказе светачких, поштованих или херојских црних протагониста или ментора у америчкој забави.
Магични црнац је понављајући расни стереотип у америчком филму и телевизији, типично окарактерисан црним ликом са натприродним, мистичним или посебним увидом који се појављује првенствено да би помогао белом протагонисти. Ови ликови се често приказују као мудри, стрпљиви, несебични и ближи природи или духовним истинама. Упркос својим моћима, они ретко покушавају да реше сопствене проблеме и уместо тога користе своје способности да помогну белим ликовима да успеју, често се жртвујући у том процесу.

#### Порекло и терминологија
Термин „Магични црнац” популаризовао је редитељ Спајк Ли, који је 2001. године критиковао овај понављајући троп у холивудским филмовима. Иако концепт претходи термину, фигура Магичног црнца ослања се на старије књижевне и минстрел традиције где су црни ликови били уоквирени као сервилни, мистични или инхерентно другачији од белаца. Ови прикази произилазе из дугогодишњих расних стереотипа развијених током ропства и колонијализма, где су црнци перципирани као духовно повезани, емоционално интуитивни и постојећи у служби белих живота.

#### Карактеристике
Типичне особине Магичног црнца укључују:
- Натприродне или мистичне моћи (нпр. исцељење, видовитост, мудрост)
- Недостатак личне амбиције или развоја карактера[63]
- Служење као морални водич, ментор или помагач белом протагонисти
- Крајње саможртвовање или нестанак када је њихова сврха испуњена

### Бесна црнкиња
У 21. веку, „бесна црнкиња” се приказује као гласна, агресивна, захтевна, нецивилизована и физички претећа, као и као припадница ниже средње класе и материјалисткиња. Она неће остати на оном што се перципира као њено „право” место.

#### Контролишућа слика
Контролишуће слике су стереотипи који се користе против маргинализоване групе како би се друштвена неправда приказала као природна, нормална и неизбежна. Брисањем њихове индивидуалности, контролишуће слике утишавају црнкиње и чине их невидљивим у друштву. Обмањујућа контролишућа слика која је присутна јесте да су беле жене стандард за све, чак и за угњетавање.

#### Образовање
Научним радом су традиционално доминирали белци. Научница етничких студија Рејчел Алишан Грифин тврди да постати признати академик укључује друштвени активизам, као и научни рад. Ово је отежано доминацијом белих академика у активистичким и социјалним сферама научног рада. Као такво, црнкињи је тешко да добије потребна средства за завршетак свог истраживања и за писање текстова које жели. Ово је делимично последица утишавајућег ефекта стереотипа о бесној црнкињи. Црнкиње су скептичне у погледу покретања проблема у професионалним окружењима због страха од осуде.

#### Менталне и емоционалне последице
Због стереотипа о бесној црнкињи, црнкиње имају тенденцију да постану неосетљиве на сопствена осећања како би избегле осуду. Често осећају да не смеју показивати емоције ван својих комфорних зона. То доводи до нагомилавања ових осећања повређености и може се пројектовати на вољене особе као бес. Једном виђене као бесне, црнкиње се увек посматрају у том светлу, па се њихова мишљења, тежње и вредности одбацују. Потискивање тих осећања може довести и до озбиљних проблема са менталним здрављем, што ствара комплекс са стереотипом снажне црнкиње. Као чест проблем унутар црначке заједнице, црнкиње ретко траже помоћ за своје менталне изазове.

#### Међурасне везе
Често се мишљења црнкиња не чују у студијама које испитују међурасне везе. Често се претпоставља да су црнкиње једноставно природно бесне. Међутим, импликације мишљења црнкиња се не истражују у контексту расе и историје. Према студији Ерике Чајлдс, црнкиње се највише противе међурасним везама.
Од 1600-их, међурасна сексуалност је представљала несрећна осећања за црнкиње. Црнци који су били у вези са белим женама били су строго кажњавани. Међутим, белци који су искоришћавали црнкиње никада нису били кажњени. У ствари, било је економски повољније за црнкињу да роди дете белог мушкарца јер би се рад робова повећао по правило једне капи. Било је табу да бела жена има дете црног мушкарца, јер се то сматрало каљањем расе. У савремено доба, међурасне везе понекад могу представљати одбацивање за црнкиње. Вероватноћа проналажења „доброг” црног мушкарца била је мала због распрострањености убистава, дроге, затварања и међурасних веза, што је задатак за црнкиње чинило тежим.
Како је закључено из студије, међурасно забављање компромитује црначку љубав. Учесници су често изражавали мишљење да је црначка љубав важна и да представља више од естетике, јер се ради о црначкој солидарности. „Бесне” црнкиње верују да ако белци никада неће разумети црнце и ако их и даље сматрају инфериорним, међурасне везе никада неће бити вредне. Студија показује да већина учесника мисли да црнкиње које имају међурасне везе неће издати или се одвојити од црначке заједнице, али се за црнце који се забављају међурасно сматра да одузимају од црначке заједнице како би унапредили бели патријархат.

#### „Црна кучка”
„Црна кучка” је савремена манифестација стереотипа Језавеља. Ликови названи „лоше црне девојке”, „црне курве” и „црне кучке” су архетипови многих блексплоатацијских филмова које је произвео холивудски естаблишмент. Термин „црна кучка” коришћен је у епизоди телевизијске емисије Total Control из 2019. године са намером да се присвоји расна увреда, међутим, јавност није била задовољна. Мало кога је термин узнемирио, али масе су се огласиле на друштвеним мрежама у бесу, говорећи о повреди и сопственим расистичким искуствима са овим погрдним називом.

#### Снажна црнкиња
Стереотип „снажна црнкиња” је дискурс кроз који првенствено црне жене средње класе у црној баптистичкој цркви подучавају црне жене из радничке класе о моралу, самопомоћи, економском оснаживању и асимилационим вредностима у ширем интересу расног уздизања и поноса (Хигинботам, 1993). У овом наративу, жена документује покушаје жена средње класе да се супротставе доминантним расистичким наративима о црнкињама као неморалним, промискуитетним, нечистим, лењим и без манира, учествујући у јавним кампањама које укључују литературу која упозорава на јарко обојену одећу, жвакање жвака, гласно говорење и нечисте домове, између осталих директива. Тај дискурс је штетан, дехуманизујући и утишавајући.
Наратив „снажне црнкиње” је контролишући наратив који одржава идеју да је прихватљиво малтретирати црнкиње јер су оне снажне и могу то да поднесу. Овај наратив такође може деловати као метод утишавања. Када се црнкиње боре да их се чује док се суочавају са тешким животним тренуцима, као што сви пролазе, оне су утишане и подсећане да су снажне, уместо да се предузимају акције за ублажавање њихових проблема.
Ангажовање савремених жена афричке дијаспоре у овом извођењу физиолошке и емоционалне снаге произилази из историје деградације евидентне током трансатлантског Средњег пролаза, институције ропства у САД и ере расне касте наметнуте законима Џима Кроуа током 19. и 20. века. Осим што покреће дискурс о политици поштовања, стереотип „снажне црнкиње” такође функционише као механизам суочавања где се „снага” манифестује као повећана независност, самопожртвоване навике, отпорност и невољност да се изрази рањивост. Црнкиње су социјализоване да користе ове атрибуте као оружје за борбу против реалности расизма, сексизма и других система угњетавања које могу доживети. Међутим, продужено придржавање персони „снажне црнкиње” изазива повећани психолошки стрес у облику „депресије, стреса, анксиозности и самоубилачког понашања”. Штетан утицај стереотипа на ментално здравље црнкиња има домино ефекат умањивања других аспеката укупног здравља (нпр. физиолошког, емоционалног, духовног итд.). Налази недавне студије која је укључивала црне студенткиње сугеришу високо корелациону везу између прихватања стереотипа снажне црнкиње (СЦЖ) и повећања штетних ефеката стреса и менталног здравља.

#### Независна црнкиња
„Независна црнкиња” је приказ нарцисоидне, преамбициозне, финансијски успешне жене која емаскулира црне мушкарце у свом животу.

### Црна америчка принцеза
„Црна америчка принцеза” (Black American Princess, BAP) односи се на афроамеричку жену која се доживљава као материјалисткиња, привилегована и одвојена од борби мање срећних црначких заједница. Термин одражава стереотипе о богатству, стилу и површној природи, и идентичан је 'синдрому принцезе' било које друге расе. Овај наратив позиционира ове жене као претерано забринуте за богатство, статус и изглед, слично стереотипима „девојке из долине” (valley girl) или „глупе плавуше” (dumb blond) повезаним са белим женама.
Фигура ЦАП се често критикује као производ пост-сегрегацијског црног богатства, где се жене које су стекле приступ образовним и друштвеним институцијама виде као да имају осећај повлашћености и одвојености од свог расног идентитета.
Наратив о ЦАП је контролишући стереотип који појачава класне разлике унутар црначке заједнице, сугеришући да црнкиње које постигну одређени социоекономски статус мање су „аутентичне” или издају своје корене. Ово може бити штетно јер поједностављује и занемарује напор који ове жене улажу у промовисање позитивних представа црне женствености.

### Атлетицизам
Црнци се стереотипно сматрају природно атлетски грађенијим и потенцијално супериорнијим у спорту од свих других раса. Иако чине отприлике 12-14% популације САД, 75% играча НБА и 65% играча НФЛ су црнци. Афроамерички студенти спортисти могу бити виђени као да уписују факултет претежно на основу својих атлетских способности, ослањајући се у мањој мери на академске заслуге.
Црначка атлетска супериорност је теорија која каже да црнци поседују особине стечене генетским и/или еколошким факторима које им омогућавају да се истичу над другим расама у атлетском такмичењу. Белци чешће заступају таква гледишта, али и неки црнци и припадници других раса такође.
Неколико других аутора је рекло да спортско извештавање које наглашава „природни црни атлетицизам” има ефекат сугерисања беле супериорности у другим областима, као што је интелигенција. Стереотип сугерише да су Афроамериканци неспособни да доминирају у „белим спортовима” као што су хокеј на леду и пливање (ово друго није утемељено у самом атлетицизму, већ у одвојеном стереотипу који сугерише да се црнци плаше великих водених површина).

### Интелигенција
Пратећи стереотипне архетипове ликова, Афроамериканци су лажно и често сматрани и називани особама са мало интелигенције у поређењу са другим расним групама, посебно белцима. Ово је утицало на то да Афроамериканцима буду ускраћене прилике за запошљавање. Чак и након укидања ропства, интелектуални капацитет црнаца је и даље често довођен у питање.

### Велики црни курац
У порнографији, црнци се стереотипно приказују као хипермаскулини и сексуално доминантни.

## Медији
Афроамериканци се често користе за приче у медијима које се тичу злоупотребе дрога, деце зависне од дрога, пацијената са ХИВ/АИДС и бескућника.
Према једној тајванској студији, Тајванци су мислили да су Афроамериканци самодеструктивни, прљави, лењи, неинтелигентни, насилни или ружни и да су криминалци због америчких медија као што су америчке телевизијске емисије, филмови или музички спотови.

### Рани стереотипи
Ране минстрел представе средином 19. века исмевале су наводну глупост црнаца. Чак и након укидања ропства, интелектуални капацитет црнаца је и даље често довођен у питање. Филмови попут Рађање једне нације (1915) доводили су у питање да ли су црнци способни да се кандидују за владине функције или да гласају.
Неки критичари су сматрали Авантуре Хаклбери Фина Марка Твена „расистичким” због приказа роба Џима и других црних ликова. Неке школе су искључиле књигу из својих наставних планова или библиотека.
Стереотипи су прожимали и друге аспекте културе, као што су разне друштвене игре које су користиле Самбо или сличне слике у свом дизајну. Пример је Jolly Darkie Target Game у којој се од играча очекивало да баце лопту кроз „разјапљена уста” мете на картону украшеном сликама Самба.
Други стереотипи приказивали су немогућност добрих односа између црнаца и белаца, усађујући идеју да две расе никада не могу мирно коегзистирати у друштву. Намера је била да се публика доведе до закључка о правилном решењу потпуног уклањања црнаца из америчког друштва.

### Филм и телевизија
На филму, црнци се такође приказују на стереотипан начин који промовише идеје о моралној инфериорности. Када је реч о женским филмским ликовима, показало се да црне глумице користе вулгарне псовке, да су физички насилне и да им недостаје општа самоконтрола у несразмерно већој мери него беле глумице.
Афроамеричке жене су представљене на филму и телевизији на различите начине, почевши од стереотипа/архетипа „мами” (као што је то пример улога коју је играла Хати Макданијел у Прохујало са вихором) преузетог из минстрел представа, па све до хероина блексплоатацијских филмова из 1970-их, али је ово друго затим ослабљено од стране комерцијалних студија. Мами се обично приказује као старија жена, гојазна и тамнопута. „Мами” отелотворује идеалну неговатељицу, коју карактеришу особине попут лојалности, брижности и поштовања према белим властима. Мами произилази из приказа као асексуална, док су каснији прикази црнкиња демонстрирали предаторску сексуалност. Са појавом „звучних филмова” у Холивуду, употреба блекфејса је почела да jenjava, али је распрострањеност штетних стереотипа опстала. Овај развој је донео сложен исход: иако је створио више прилика за афроамеричке глумце, такође их је уплео у појачавање негативних слика. На пример, улога мами коју је Хати Макданијел тумачила у Прохујало са вихором донела јој је прву награду Академије за црног глумца, али је и учврстила тај стереотип. Слично томе, ликови попут Баквита из Малих несташних представљали су троп пиканини, док су обе адаптације Имитације живота истицале наратив трагичне мулаткиње. Тако је прелазак на звук у филмовима означио и напредак и наставак проблематичних представа.

#### Медијски прикази црначких стереотипа
Представљање црнаца у америчком филму и телевизији обликовано је расним стереотипима који појачавају негативне наративе. Дошло је до повећања видљивости црних глумаца и ликова. Насупрот томе, иако су се улоге црних глумаца повећале како би одражавале сложеност црних Американаца, многе улоге и даље преносе штетне архетипове укорењене у ропству, сегрегацији и системском расизму. Ови прикази ограничавају сложеност црних ликова и утичу на перцепцију јавности.
Историјски, ране холивудске продукције и минстрел представе приказивале су црне појединце користећи преувеличане и погрдне тропове. Чак и док се индустрија удаљавала од пракси попут блекфејса са појавом звучног филма, стереотипне карактеризације су опстале, често под плаштом „аутентичног” или „комичног” олакшања. Значајни примери укључују фигуре „мами”, „пиканини” и „трагичне мулаткиње”, које су све обликовале приказе црначког живота у раном 20. веку.
У савременим медијима, ови стереотипи нису нестали, већ су еволуирали. Модерне телевизијске емисије, филмови, па чак и ријалити програми настављају да приказују ликове који се ослањају на ове утврђене архетипове — понекад суптилно, понекад отворено. Опстанак ових улога довео је до сталних критика о ограничењима која се постављају црним глумцима и врстама прича које се причају о црначким заједницама.
Следећи подсектори испитују конкретне примере стереотипа и њихове приказе у филму, телевизији и популарним медијима:
Примери Мами у медијима:
- Вампирски дневници (2009–2017): Један пример укључује Вампирске дневнике, популарну вампирску серију која је почела са емитовањем 2009. године. Ова серија је имала углавном белу глумачку поставу са једном црном женском лику, Бони Бенет, која је играла вештицу која је стално спасавала своје беле вампирске пријатеље. Била је стављана у трауматичне ситуације, попут вишеструког умирања, али током серије ниједан од њених белих пријатеља није био у истој ситуацији. На пример, у 14. епизоди прве сезоне, Бони је приморана да се умеша у вампирске послове, што доводи у опасност њен и живот њене баке, како би спасила своје беле вампирске пријатеље. Ово на крају доводи до смрти њене баке. Штавише, овој серији недостаје фокус на Бонином личном путу јер су и публика и креатори серије видели Бонин идентитет као продужетак жеља и потреба њених белих пријатеља. Дакле, сваки пут када би Бони добила мало утехе или среће, то би јој било одузето у року од неколико епизода.

Примери Сафир у медијима
- Царство – Куки Лајон

Куки Лајон, коју глуми Тараџи П. Хенсон, је жестока, конфронтациона и отворена личност. Она отелотворује многе елементе повезане са стереотипом Сафир кроз свој борбени став и опште понашање. Кукина емоционална изражајност, доминантна личност и спремност на борбу, посебно када се суочава са члановима своје породице и пословним сарадницима.
- Ејмос и Енди – Сафир Стивенс

Сафир Стивенс, коју је глумила Ернестин Вејд, приписује се стварању стереотипа Сафир. Она је приказана као зановетајућа, презрива и стално омаловажава свог мужа, Џорџа „Кингфиша” Стивенса.
Примери Језавеље у медијима
- Кармен Џоунс – Кармен Џоунс, коју је глумила Дороти Дендриџ у филму Кармен Џоунс из 1954. године, ретро је кинематографски пример стереотипа Језавеља. Кармен је приказана као слободоумна и заводљива жена чија је сексуалност централни фокус њеног лика. Њена кокетност и употреба завођења подударају се са историјским троповима који представљају црнкиње као инхерентно провокативне.

- Мандинго – У филму Мандинго из 1975. године, женски ликови робова попут Елен (коју глуми Бренда Сајкс) приказани су као сексуално доступни и жељни, посебно према белим мушкарцима. Ови ликови су написани са мало дубине изван њихових сексуалних улога, појачавајући стереотип Језавеља приказујући црнкиње као природно промискуитетне.

Примери краљице социјалне помоћи у медијима
- Драгоцена (2009) – Мери Ли Џонстон

Један од најцитиранијих примера тропа краљице социјалне помоћи у филму је лик Мери Ли Џонстон у филму Драгоцена (2009), коју игра Моник. Мери је насилна, незапослена мајка Клериси „Прешс” Џоунс, која се у потпуности ослања на државну помоћ док манипулише системом за личну корист. Она је емоционално, вербално и физички насилна, представљајући узнемирујући портрет занемаривања, генерацијске трауме и институционалног неуспеха.
Следеће две сцене појачавају овај стереотип:
* Сцена 1: Посета канцеларији за социјалну помоћ – Мери се види како манипулише системом претварајући се да брине о Прешсиној деци док захтева више бенефиција. Њен осећај повлашћености и недостатак кајања појачавају идеју да не заслужује помоћ.
* Сцена 2: Сукоб са социјалном радницом – Мери оправдава своје занемаривање и злостављање позивајући се на своју финансијску зависност и недостатак прилика. Иако филм пружа шири контекст за њено понашање, многи гледаоци су је протумачили као персонификацију мита о краљици социјалне помоћи.
- Игра (2006–2015, рибут 2021) – Таша Мек

Таша Мек, самохрана црна мајка и менаџерка сина фудбалске звезде, често се приказује као финансијски оштроумна, али манипулативна. У 1. сезони, 3. епизоди, Таша се хвали својом прошлошћу као приматељка социјалне помоћи док покушава да искористи успех свог сина да се попне на друштвеној лествици. Иако је приказана као брижна и сналажљива, серија наглашава њен дрзак став и перципирану повлашћеност, суптилно појачавајући призвуке краљице социјалне помоћи.
- The Chi (2018–данас) – Џејда

У The Chi, Џејда, самохрана мајка из радничке класе, бори се са финансијском несигурношћу и емоционалним теретом. У 1. сезони, 2. епизоди, приказана је како се мучи да плати рачуне, расправља о здравственом осигурању и зависи од прихода свог сина. Иако серија тежи аутентичности, Џејдин лик отелотворује наратив „бореће се црне самохране мајке”, блажу варијанту архетипа краљице социјалне помоћи.
- Love & Hip Hop и Basketball Wives

Последњих година, стереотип краљице социјалне помоћи је еволуирао у форми, али је и даље присутан у савременој телевизији. Ријалити емисије попут Love & Hip Hop и Basketball Wives често приказују црнкиње као претерано зависне од алиментације, уплетене у правне битке или финансијски нестабилне упркос гламурозном изгледу. Иако не примају директно социјалну помоћ, ови прикази сугеришу финансијску нестабилност, лоше доношење одлука и манипулацију финансијским системима.

#### Примери Магичног црнца у медијима
| Наслов                           | Година | Лик         | Опис |
| -------------------------------- | ------ | ----------- | --- |
| Исијавање                        | 1980   | Дик Халоран | Видовити кувар који осећа опасност и путује преко целе земље да спасе белу породицу, да би био убијен по доласку. Јутјуб / Википедија |
| Матрикс                          | 1999   | Морфеус     | Мудри ментор који тренира Неа (фигуру белог спасиоца) да постане „Изабрани”. Јутјуб / Википедија                                      |
| Лего филм                        | 2014   | Витрувијус  | Мистични црни чаробњак који води белог протагонисту, Емета, на његовом јуначком путу. Јутјуб / Википедија                             |
| Пепељуга                         | 2021   | Фаб Џи      | Родно неутрални, магични кум/кума кога игра Били Портер, чија је главна улога да уздигне белу јунакињу. Јутјуб / Википедија           |
| Америчко друштво магичних црнаца | 2024   | Разни       | Сатирични филм који критикује и субвертира троп тако што га чини експлицитним. Јутјуб / Википедија                                    |

### Мода
У штампаним медијима, црнци се приказују као претерано китњасти. У студији фотографија из модних часописа, Милард и Грант су открили да се црни модели често приказују као агресивнији и друштвенији, али мање интелигентни и оријентисани на постигнућа.

### Спорт
У књизи Дарвинови атлетичари, Џон Хоберман пише да истакнутост афроамеричких спортиста подстиче недостатак нагласка на академским достигнућима у црначким заједницама. Неколико других аутора је рекло да спортско извештавање које наглашава „природни црни атлетицизам” има ефекат сугерисања беле супериорности у другим областима, као што су интелигенција или управљање игром. Неки савремени спортски коментатори су доводили у питање да ли су црнци довољно интелигентни да држе „стратешке” позиције или да тренирају у спортовима попут америчког фудбала.
У другом примеру, студија о приказивању расе, етничке припадности и националности у телевизијским спортским догађајима коју је спровео новинар Дерик З. Џексон 1989. године показала је да су црнци чешће од белаца описивани погрдним интелектуалним терминима.

### Криминално стереотиписање
Према Лоренсу Гросману, бившем председнику CBS News и PBS, телевизијске вести „несразмерно приказују Афроамериканце под хапшењем, како живе у сиротињским четвртима, на социјалној помоћи и којима је потребна помоћ заједнице.” Слично томе, Хурвиц и Пефли су написали да насилни чинови које почини особа друге боје коже често заузимају више од половине локалних вести, које често приказују особу друге боје коже у много злокобнијем светлу од њихових белих колега. Аутори тврде да Афроамериканци не само да се чешће виде као осумњичени за страшне злочине у штампи, већ се тумаче и као насилни или штетни појединци за ширу јавност.
Мери Бет Оливер, професорка на Државном универзитету Пен, изјавила је да „учесталост са којом су црни мушкарци посебно били мета полицијске агресије говори о неоспорној улози коју раса игра у лажним претпоставкама о опасности и криминалу.” Оливерова је додатно навела да су „променљиве које играју доприносећу улогу у подстицању мисли о опасним или агресивним црним мушкарцима, између осталог, старост, одећа и пол, што доводи до лажних претпоставки о опасности и криминалу.”

### Стереотипи у новим медијима

#### Друштвени медији
Године 2012, Миа Муди, доценткиња новинарства, односа с јавношћу и нових медија на Колеџу уметности и наука Универзитета Бејлор, документовала је употребу Фејсбука од стране фанова за циљање америчког председника Барака Обаме и његове породице кроз стереотипе. Њена студија је пронашла неколико тема и мисија група које циљају Обаме. Неке групе су се фокусирале на напад на његову политику и састојале су се од чланова Фејсбука који су имали интерес за политику и користили друштвене медије за дељење својих идеја. Друге, злонамерније врсте, фокусирале су се на председникову расу, религију, сексуалну оријентацију, личност и исхрану.
Муди је анализирала више од 20 група/страница на Фејсбуку користећи кључне речи „мржња”, „Барак Обама” и „Мишел Обама”. Групе мржње, које су некада регрутовале чланове путем усменог преноса и дистрибуције памфлета, шириле су поруку да је једна раса инфериорна, циљале историјски угњетавану групу и користиле погрдне, мржњом испуњене изразе.
Закључила је да су историјски стереотипи који се фокусирају на исхрану и блекфејс скоро нестали из мејнстрим телевизијских емисија и филмова, али су се поново појавили у представама у новим медијима. Већина приказа спадала је у три категорије: блекфејс, анималистички и зли/бесни. Слично томе, медији су напредовали у свом третману тема везаних за род, али је Фејсбук понудио нову платформу за процват сексистичких порука. Корисници Фејсбука су наглашавали плитке, патријархалне представе Мишел Обаме, фокусирајући се на њене емоције, изглед и личност. Супротно томе, наглашавали су историјске стереотипе о Бараку Обами који су га приказивали као упадљивог и анималистичког. Ослањање медија на стереотипе о женама и Афроамериканцима не само да је ометало грађанска права, већ је и помогло у одређивању начина на који људи третирају маргинализоване групе, закључила је њена студија.

#### Видео игре
Представе Афроамериканаца у видео играма имају тенденцију да појачавају стереотипе о мушкарцима као спортистима или гангстерима.

#### Хип хоп музика
Хип хоп музика је појачала стереотипе о црним мушкарцима. Показало се да изложеност насилној, мизогиној реп музици коју изводе афроамерички мушки репери активира негативне стереотипе према црним мушкарцима као непријатељским, криминалним и сексистичким. Хип хоп приказује стереотипну црну маскулину естетику и стереотипизира црне мушкарце као хиперсексуалне силеџије и гангстере који потичу из гета у унутрашњости града. Слушање ове мизогине и насилне хип хоп музике има ефекте на афроамеричке мушкарце и њихове когнитивне перформансе. Они лошије пролазе на тестовима сличним Graduate Record Examination након слушања ове врсте музике у поређењу са белим мушкарцима у истим условима. Афроамеричке жене се деградирају и називају „кучкама” и „дрољама” у реп музици. Афроамеричке жене су претерано сексуализоване у модерним хип хоп музичким спотовима и приказују се као сексуални објекти за репере. Претерана сексуализација афроамеричких жена у реп музичким спотовима може имати здравствене импликације за гледаоце таквих спотова. У анкетној студији, адолесценткиње Афроамериканке које гледају реп спотове и перципирају да садрже више сексуалних стереотипа имале су већу вероватноћу да се опијају, буду позитивне на марихуану и имају негативну слику о свом телу.